# Sonic Drift 2
 (octobre 2018).
Si vous disposez d'ouvrages ou d'articles de référence ou si vous connaissez des sites web de qualité traitant du thème abordé ici, merci de compléter l'article en donnant les références utiles à sa vérifiabilité et en les liant à la section « Notes et références ».
Sonic Drift 2 est un jeu vidéo de course sorti en 1995 et fonctionne sur Game Gear. Le jeu a été développé et édité par Sega. C'est la suite de Sonic Drift sorti en 1994 sur Game Gear.
Le premier n'ayant jamais été édité en France, il y fut commercialisé sous le titre Sonic Drift Racing.[réf. nécessaire]

## Personnage jouables
- Sonic
- Tails
- Amy Rose
- Eggman
- Knuckles
- Metal Sonic
- Fang